# Bīd Khān (ort i Iran)
Bīd Khān (persiska: بید خان, Bīdkhār) är en ort i Iran.   Den ligger i provinsen Khorasan, i den nordöstra delen av landet, 600 km öster om huvudstaden Teheran. Bīd Khān ligger 1 640 meter över havet och antalet invånare är 401.
Terrängen runt Bīd Khān är kuperad österut, men västerut är den platt.Runt Bīd Khān är det ganska tätbefolkat, med 56 invånare per kvadratkilometer. Närmaste större samhälle är Solţān Meydān, 11,1 km söder om Bīd Khān. Trakten runt Bīd Khān består i huvudsak av gräsmarker.